# NGC 7103
NGC 7103 est une vaste galaxie elliptique relativement éloignée et située dans la constellation du Capricorne. Sa vitesse par rapport au fond diffus cosmologique est de 9 421 ± 57 km/s, ce qui correspond à une distance de Hubble de 139,0 ± 9,8 Mpc (∼453 millions d'al). NGC 7103 a été découverte par l'astronome américain Frank Müller en 1886.
En raison d'une brillance de surface égale à 14,76 mag/am2, on peut qualifier NGC 7103 de galaxie à faible brillance de surface (LSB en anglais pour low surface brightness). Les galaxies LSB sont des galaxies diffuses (D) avec une brillance de surface inférieure de moins d'une magnitude à celle du ciel nocturne ambiant.
La distance de Hubble de la galaxie PGC 93989, à proximité de NGC 7103 sur la sphère céleste, est de 150,45 ± 10,61 Mpc (∼491 millions d'al), soit à environ 37,5 millions d'années-lumière plus loin. Ces deux galaxies forment donc un couple purement optique.